# Nuôi trồng thủy sản

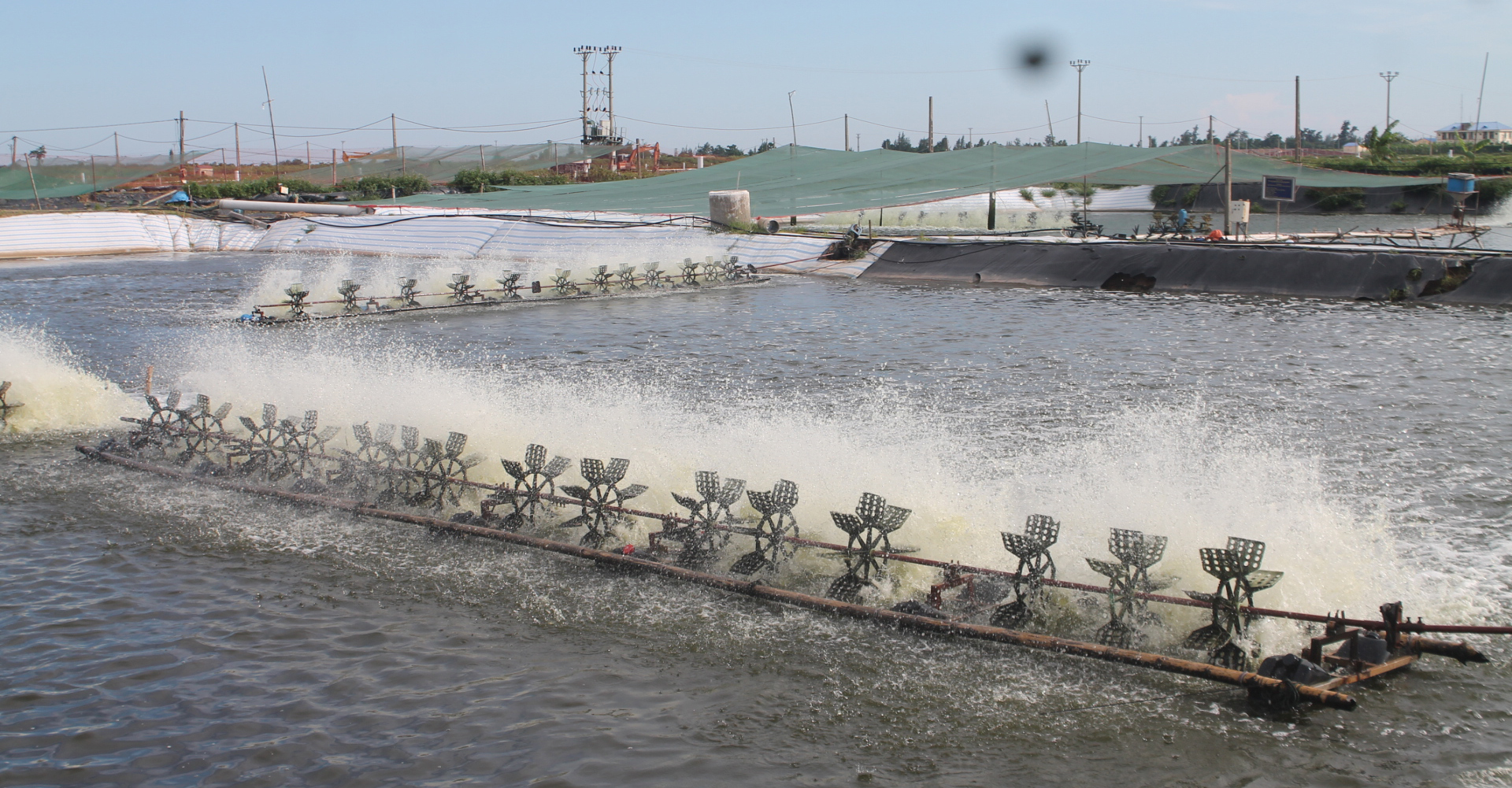
Mô hình nuôi tôm công nghiệp

Nuôi trồng thủy sản là hoạt động của con người đem con giống (tự nhiên hoặc nhân tạo) thả vào môi trường nuôi (ao nuôi hoặc thiết bị nuôi như lồng, bè...) và đối tượng nuôi được sở hữu trong suốt quá trình nuôi.

## Sản phẩm
Sản phẩm của nuôi trồng thủy hải sản bao gồm:
- Sản xuất con giống nhân tạo cho nuôi trồng thủy sản và đánh bắt được tăng cường trên cơ sở nuôi trồng - hoạt động đem con giống nhân tạo thả vào các thủy vực tự nhiên (hồ chứa, sông ngòi và biển) để tăng sản lượng đánh bắt.
- Sản xuất thực phẩm cho tiêu thụ trực tiếp của con người;
- Sản xuất cá mồi cho khai thác thủy sản và vỗ béo cá tự nhiên.

## Một số loại hình
Nuôi trồng thủy sản quy mô nhỏ (Aquaculture, backyard) là loại hình nuôi trồng theo sở thích, sản phẩm tự tiêu thụ hay để bán, sử dụng nguồn lực tự có, là “sân sau” với nguồn nước và năng lượng tự có.
Nuôi trồng thủy sản nước lợ (Aquaculture, brackishwater) là hình thức nuôi các đối tượng thủy sản trên vùng nước lợ.
Nuôi trồng thủy sản bằng nguồn giống khác thác tự nhiên (Aquaculture, capture-based) là hình thức thu gom “giống” ở ngoài tự nhiên từ các giai đoạn con non đến con trưởng thành, sau đó nuôi tiếp đến cỡ thương phẩm với việc sử dụng các kỹ thuật nuôi.
Nuôi trồng thủy sản thương mại (Aquaculture, commercial) là những cơ sở nuôi trồng thủy sản với mục đích thu được lợi nhuận tối đa. Nuôi thương mại được người sản xuất thực hiện ở cả quy mô lớn và nhỏ, tham gia tích cực vào thị trường tiêu thụ sản phẩm, đầu tư kinh doanh (bao gồm cả tài chính và lao động) và tham gia vào bán các sản phẩm của họ ngoài trang trại.
Nuôi trồng thủy sản quảng canh (Aquaculture, extensive). Hệ thống sản xuất này được đặc trưng bởi: mức độ kiểm soát thấp (về môi trường, dinh dưỡng, địch hại, cạnh tranh, tác nhân gây bệnh); chi phí sản xuất thấp, công nghệ thấp, và hiệu quả sản xuất thấp (năng suất không quá 500 kg/ha/năm); phụ thuộc nhiều vào khí hậu và chất lượng nước địa phương; sử dụng thủy vực tự nhiên (ví dụ đầm phá, vịnh, vũng) và thường không xác định rõ các đối tượng nuôi.
Nuôi trồng thủy sản cao sản (Aquaculture, hyper-intensive) là hình thức nuôi thâm canh, có năng suất cao, đạt trên 200 tấn/ha/năm, sử dụng hoàn toàn thức ăn công nghiệp có đủ các chất dinh dưỡng theo nhu cầu của loài, thả giống ương từ các trại sản xuất giống, không sử dụng phân bón, kiểm soát hoàn toàn địch hại và trộm cắp, có chế độ kiểm tra và điều phối cao, thường xuyên cung cấp nước tự chảy hay bơm, hoặc nuôi trong lồng, sử dụng máy sục khí và thay nước hoàn toàn, tăng cường kiểm soát chất lượng nước cấp trong hệ thống ao, lồng, bể và mương xây nước chảy.
Nuôi trồng thủy sản kết hợp (integrated) là hệ thống nuôi trồng thủy sản chung nguồn nước, thức ăn, quản lý... với các hoạt động khác, thường là với nông nghiệp, nông-công nghiệp, cơ sở hạ tầng khác như nước thải, nhà máy điện...
Nuôi trồng trên biển (marine water) là hình thức nuôi từ khi bắt đầu thả giống đến khi thu hoạch sản phẩm đều được thực hiện ở trên biển; ở giai đoạn sớm trong vòng đời của các loài nuôi này có thể ở nước ngọt hoặc nước mặn.
Nuôi quảng canh cải tiến: nuôi trong một diện tích rộng, có bổ sung thêm giống, thức ăn, cải tạo dọn các bãi nhỏ, trông coi, bảo vệ thu hoạch.

## Bài liên quan
- Thủy sản
- Khai thác thủy sản
- Nguồn lợi thủy sản